# Washingtonville (Ohio)
Pour les articles homonymes, voir Washingtonville.
Washingtonville est un village américain situé dans les comtés de Columbiana et de Mahoning, dans l'Ohio. Selon le recensement de 2020, sa population est de 712 habitants.